# Bauern, Bonzen und Bomben (Film)
Bauern, Bonzen und Bomben ist ein fünfteiliger deutscher Fernsehfilm aus dem Jahr 1973. Er ist die Verfilmung des gleichnamigen Romans von Hans Fallada aus dem Jahr 1931. Das Buch handelt von den historischen Ereignissen um die schleswig-holsteinische Landvolkbewegung und deren Boykott der Stadt Neumünster. Während Fallada die Handlung in die fiktive pommersche Stadt Altholm verlegt hat, spielt der Film – den tatsächlichen historischen Ereignissen entsprechend – in Schleswig-Holstein. Drehorte waren unter anderem Hamburg, Rendsburg, Lüneburg, Eckernförde, Barlt, Schleswig und Neumünster. Egon Monk erhielt 1973 für die Regie und die Gesamtleistung den Fernsehfilmpreis der Deutschen Akademie der Darstellenden Künste.

## Inhalt
Die Finanzbeamten Thiel und Kalübbe versuchen, zwei Ochsen zu pfänden, werden aber von protestierenden Bauern unter Führung des Gemeindevorsitzenden Reimers dabei behindert. Vor Ort ist auch der Hilfsredakteur Tredup, der Fotos des Zwischenfalls anfertigt. Abends wird er von seinem Vorgesetzten, dem Lokalredakteur Stuff in Begleitung des zwielichtigen Veteranen Henning besucht. Henning gibt sich als Mitarbeiter einer Berliner Illustrierten aus und beide bieten Tredup viel Geld für die Bilder, der jedoch behauptet, keine verwertbaren Fotos gemacht zu haben. Am nächsten Tag bietet Tredup die Fotografien dem Altholmer Bürgermeister Gareis an, der sich jedoch als nicht zuständig erklärt und den Hilfsredakteur vom Polizeiinspektor Frerksen nach Schleswig zum Regierungspräsidium bringen lässt. In dem Moment, als beide das Amt betreten, gibt Henning telefonisch eine Bombendrohung ab, und das Gebäude wird geräumt. Tredup lässt sich vom letzten verbliebenen Beamten, dem Assessor Mayer, tausend Mark auszahlen und übergibt die Fotos.
Den Großteil des Geldes vergräbt er nachts in der Feldmark. Dabei wird er vom Landwirt Banz beobachtet, der die Lage des Versteckes auch seiner Frau mitteilt. Inzwischen versucht Henning, der den Hintermännern der sich radikalisierenden Landvolkbewegung angehört, den Aufstand der Bauern in gewalttätige Bahnen zu lenken. Er bringt Sprengkapseln und Sprengstoff in seinen Besitz, versteckt das Material auf Banz' Hof und verübt einen Anschlag auf das Regierungspräsidium in Schleswig. Für den Demonstrationszug der Bauern, der zur Haftentlassung des Gemeindevorsitzenden Reimers zusammenkommt, bastelt er eine Fahne, die er selbst dem Zug voranträgt. Am Tag der Demonstration nimmt Gareis, der sich mit dem Bauernführer Benthien im Einvernehmen weiß, Urlaub, während Frerksen von Mayer unter Druck gesetzt wird, da die Regierung einen Aufruhr befürchtet. Überfordert durch die widersprüchlichen Anweisungen entschließt sich Frerksen, den Demonstrationszug aufhalten zu lassen und versucht, Henning die Fahne abnehmen zu lassen. In der Auseinandersetzung zwischen Frerksens Männern und den Bauern kommt es auf Seiten der Demonstranten zu mehreren Verletzten, dazu gehören Henning und Banz.
Tredup, der von seiner Frau konkret auf die Einnahmen im Zusammenhang mit den Fotografien angesprochen wird, enthält ihr das Geld vor und behauptet, davon nichts zu wissen. Auch in der Redaktion wird er von örtlichen Honoratioren darauf angesprochen und wegen der Denunziation bedroht. Unterdessen wechselt die Zeitung ihren Besitzer und der neue Herausgeber Gebhardt weist den national eingestellten Stuff an, nichts zu schreiben, was sozialdemokratische Leser verärgern könnte. Als dieser Tredup die Neuigkeiten mittelt, bittet dieser Stuff, sich für ihn einzusetzen. Im Gegenzug erläutert Tredup eine Idee, wie doch nationale Gedanken in der Zeitung untergebracht werden können. Beide verfassen einen Text, den sie als eingesandte Lesermeinung ausgeben und der einen möglichen Boykott der Bauern gegenüber der Stadt Altholm thematisiert.
Bei einer nächtlichen Versammlung der Bauern wird der Text verlesen und erfährt große Zustimmung. In der Folge versammelt Gareis Honoratioren und Geschäftsleute Altholms und redet mögliche Auswirkungen eines Boykotts durch die Bauern klein. Doch die Versammlung beschließt gegen den Willen des Bürgermeisters eine Kommission zusammenzustellen, die mit der Landvolkbewegung in Verhandlung tritt. Gareis lehnt ab, Teil der Verhandlungsgruppe zu werden, und die zusammengestellte Gesandtschaft erweist sich als unfähig. Zunächst lassen die Vertreter der Bürger sich von den Bauern ziellos umherschicken und sind schließlich gezwungen, nach einer stundenlangen Irrfahrt, in der zentralen Versammlungshalle von Altholm ohne Verhandlung die Forderungen der Bauern entgegenzunehmen. Am Abend beschließen die Gesandten während eines ausgiebigen Besuches in einer Gastwirtschaft inklusive weiblicher Gesellschaft, dass die Kosten zu Lasten der Stadtkasse zu gehen haben. In derselben Nacht entdeckt Tredup, dass seine Frau einen erpresserischen Brief an Stuff verfasst hat. Sie berichtet darin von durch diesen veranlasste Abtreibungen, worüber sie von ihrem Mann erfahren hat. Das Ehepaar gerät über diesen Brief in einen Streit, der schnell handgreiflich wird.

## Episoden
- Teil 1: Die Bauern, Erstausstrahlung 23. April 1973.
- Teil 2: Die Demonstration, Erstausstrahlung 24. April 1973.
- Teil 3: Die Städter, Erstausstrahlung 29. April 1973.
- Teil 4: Alle gegen alle, Erstausstrahlung 3. Mai 1973
- Teil 5: Der Gerichtstag, Erstausstrahlung 8. Mai 1973.

## DVD-Veröffentlichung
Die Serie erschien in einer DVD-Edition 2007. Im Jahr 2018 brachte Studio Hamburg Enterprises die Serie in einer Neuauflage heraus.